# عشبة القوى الحريرية
عشبة القوى الحريرية (الاسم العلمي:Potentilla sericea) هي نوع من النباتات تتبع جنس عشبة القوى من الفصيلة الوردية.